# 新城大道站
新城大道站是浙江省慈溪市建设中的一座高架市域铁路车站，属于宁波轨道交通10号线。车站为10号线先行节点，于2022年11月2日开工建设，计划于2026年底启用。

## 车站形制
新城大道站位于慈溪市北三环东路、新城大道路口，沿北三环东路东西向布置。车站为地下二层岛式车站，长209.9米，宽21.9米，总建筑面积为13941平方米。

## 出口
新城大道站规划设置4个出口。